# 相公 (麻雀)
相公，是指在進行麻雀遊戲一種錯誤牌局，由玩家在打牌時手上持有的牌子數量超過或小於當時指定牌數所致。

## 意思
相公有「大相公」和「小相公」之分。大相公代表玩家手上持有的牌子數量超過當時指定牌數一隻或更多。小相公代表玩家手上持有的牌子數量小於當時指定牌數一隻或以上。
根據某些牌例，玩家在上家未打牌子時摸牌、或者玩家在打牌子後才摸牌都可以被視為小相公。
在電腦或電子遊戲中，由於程式已安排好摸牌、棄牌的指定步驟，因此理應不會有大小相公的情況。極罕見的例外是程式錯誤所致，比如Xbox360的麻雀遊戲「Janline（ジャンライン）」在明槓時有機會因程式錯誤把其他牌算進槓子裏，若自己手上的補牌也被算進槓子中，但又被玩家打出，就會變成大相公；有時程式也會把下家的牌納入槓子裏，導致下家小相公。然而這種情況是違規的，若在現實裏發生會視爲作弊論。

## 後果
大小相公均是不能完成和牌形的牌局，亦被認為是違反牌例的行為。
各地的麻雀遊戲都有不同處罰大小相公事件的方法。玩家大相公的話通常不能糊牌，甚至會喪失吃牌、碰牌和槓牌等鳴牌權利。小相公則不能糊牌或只能胡三番牌。
台灣麻雀規矩把相公分為「明相」和「暗相」。暗相指某位玩家犯相公但尚未被揭發或自行承認而尚能鳴牌。當犯相公的玩家被揭發或自行承認出現相公時。暗相則變成明相。明相者不能鳴牌，但保留摸牌、摸花補牌和打牌子等基本權利。
根據某些麻雀玩法，如果發生配牌相公（玩家在他打出第一隻牌子前已經發現配牌數目不乎），該局必須停止並且洗牌重配。